# Strathaird
Die Strathaird (I) war ein 1932 in Dienst gestelltes Passagier- und Frachtschiff der britischen Reederei Peninsular and Oriental Steam Navigation Company (P&O), das für den Australien-Service gebaut wurde. Im Zweiten Weltkrieg diente das Schiff als Truppentransporter im Fernen Osten. 1961 wurde die Strathaird nach fast 30 Dienstjahren in Hongkong abgewrackt.

## Frühe Jahre
Das 22.544 BRT große Motorschiff Strathaird wurde im Januar 1930 bei der Werft Vickers-Armstrongs, Ltd. in Barrow-in-Furness bestellt und lief dort am 18. Juli 1931 vom Stapel. Sie wurde von Lady Margaret Mackay Shaw getauft, der Tochter von James Mackay, 1. Earl of Inchcape, einem Vorsitzenden von P&O. Die Strathaird war das zweite von fünf Schiffen der „Strath-Klasse“. Die anderen waren die Strathnaver (1931), die Strathmore (1935), die Stratheden (1937) und die Strathallan (1938). Die Schwesterschiffe hatten gelbe Schornsteine und waren ansonsten komplett in Weiß gestrichen, weshalb sie The White Sisters (die weißen Schwestern) genannt wurden.

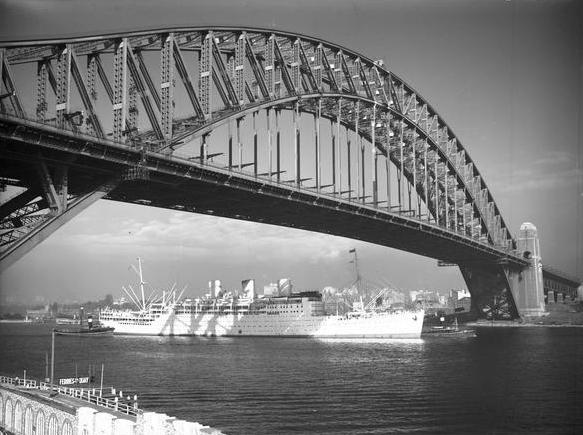
Die Strathaird unter der Sydney Harbour Bridge.

Die Strathaird hatte drei Schornsteine, zwei Masten und zwei Propeller. Das 194,67 Meter lange und 24,44 Meter breite Schiff wurde mit zwei turboelektrischen Dampfturbinen angetrieben, die eine maximale Reisegeschwindigkeit von 20 Knoten ermöglichten. Bei den Probefahrten am 10. Januar 1932 wurde sogar eine Geschwindigkeit von 23 Knoten erreicht. Der turboelektrische Antrieb war an den der Viceroy of India angelehnt, die 1929 in Dienst gestellt worden war. Auf der Strathaird war Platz für 500 Passagiere der Ersten Klasse und 670 Passagiere der Touristenklasse.
Am 20. Januar 1932 wurde das Schiff fertiggestellt. Am 12. Februar 1932 lief die Strathaird in Tilbury zu ihrer Jungfernfahrt nach Sydney via Marseille, Sueskanal, Bombay und Colombo aus. Bis Kriegsbeginn blieb sie auf dieser Route. Am 23. Dezember 1932 war die Strathaird das erste P&O-Schiff, das zu einer Kreuzfahrt auslief. Dabei unternahm sie eine fünftägige Reise von Sydney zur Norfolkinsel im Pazifischen Ozean. In den späten 1930ern legte sie von britischen Häfen aus zu weiteren Kreuzfahrten ab. Am 18. Juli 1933 legte sie als erstes P&O-Schiff in Tanger (Marokko) an.
Im November 1934 reiste der deutsche Schriftsteller und Journalist Egon Erwin Kisch an Bord der Strathaird nach Australien, um an einem Antikriegskongress teilzunehmen. Als ihm im Hafen von Melbourne die Einreise verweigert wurde, sprang er vom Deck des Schiffs auf den Kai und brach sich ein Bein. Im März 1938 starb in Fremantle ein Passagier aus Bombay. Alle Passagiere der Ersten Klasse wurden unter Quarantäne gestellt und die geplante Kreuzfahrt von Sydney zu den Fidschi-Inseln im April wurde abgesagt.

## Zweiter Weltkrieg und danach
Zwischen 1939 und 1946 diente die Strathaird als Truppentransporter im Zweiten Weltkrieg. Am 26. August 1939 wurde sie von der britischen Regierung zu diesem Zweck requiriert. Dabei beförderte sie hauptsächlich Truppen von Australasien in den Fernen Osten. Im Januar 1940 transportierte sie das erste neuseeländische Kontingent nach Ägypten und in den Mittleren Osten. Im Mai 1940 unterstützte die die Evakuierung britischer Frauen und Kinder von Aden nach Bombay. Als die Strathaird im Juni 1940 in Liverpool generalüberholt wurde, wurde sie plötzlich zum Transport von 6000 Soldaten, hunderten Zivilisten, 200 Kindern und Gold von britischen Banken nach Plymouth beordert.
Im März 1941 kollidierte sie auf dem Clyde mit der Stirling Castle der Union-Castle Line und musste daraufhin ihre Truppenfahrt nach Kapstadt wegen Reparaturarbeiten unterbrechen. Am 6. Februar 1943 stieß sie mit der Orontes und am 19. Februar 1942 mit der Durban Castle zusammen. Sie wurde auch dafür genutzt, US-Truppen aus Brest zu evakuieren. Während des Kriegs beförderte das Schiff insgesamt 128.961 Einsatzkräfte und legte 387.745 Seemeilen zurück. Im Juli 1946 unterlief das Schiff eine erneute Generalüberholung, um es nach dem Krieg wieder für die Beförderung von Passagieren flott zu machen. In diesem Rahmen wurden der erste und dritte Schornstein demontiert, die nur Attrappen gewesen waren. Auch die Passagierkapazitäten änderten sich. Ab dem 5. Januar 1948 war die Strathaird zurück im Passagierservice von Großbritannien über Indien nach Australien. Im selben Jahr fuhr das australische Cricket-Team, genannt The Invincibles, an Bord der Strathaird nach England. Im Juni 1954 wurde auf die Beförderung von 1250 Passagieren in nur einer Klasse umgestellt. Von da an wurde Bombay nicht mehr angelaufen.
Als 1961 die Canberra (45.270 BRT) in Dienst gestellt wurde, wurden die alten Schiffe der Strath-Klasse nicht mehr benötigt. Am 28. März 1961 legte die Strathaird zum letzten Mal von Tilbury nach Sydney ab. Am 9. Mai 1961 verließ sie das letzte Mal Sydney. Am 17. Juni 1961 lief sie in Tilbury nach Hongkong aus, wo sie am 14. Juli eintraf und in den Shun Fung Ironworks abgewrackt wurde.